# 奧本海默 (電影)
《奧本海默》（英語：Oppenheimer）是一部2023年美英合拍的傳記驚悚片，由克里斯多福·諾蘭編劇和執導，改編自凱·柏德和馬丁·J·薛文撰寫的傳記，劇情講述了美國理論物理學家羅伯特·歐本海默參與研製原子彈的過程；主要演員包括席尼·墨菲、艾蜜莉·布朗、麥特·戴蒙及小勞勃·道尼。
《奧本海默》由環球影業定檔2023年7月21日在美國上映，由於2020年底諾蘭與華納兄弟於2021年起全面實施院線與HBO Max同步上映的計劃中產生了分歧，使得諾蘭宣佈不再與華納兄弟進行合作，因此本片成為諾蘭繼《跟蹤》（1998年）和《記憶拼圖》（2000年）後，第三部非由華納兄弟發行的長片；亦是繼《敦克爾克大行動》之後諾蘭第二部以第二次世界大戰為背景的電影，也是迄今為止片長最長的諾蘭電影。電影收獲普遍正面的評價，諾蘭的執導、席尼·墨菲的演出表現、視覺效果、配樂、攝影、剪輯尤其獲得評論家的讚譽；《奧本海默》的全球票房超過9億美元，成為商業表現極為成功的二戰題材電影、傳記片以及R級電影之一。電影入圍和獲得多項獎項，其中第81屆金球獎入圍8項提名，獲得最佳戲劇類影片在內的5項大獎。第96屆奧斯卡金像獎以13項獎項提名的記錄領銜，最終贏得奧斯卡最佳影片獎、最佳男主角獎、最佳男配角獎、最佳導演獎、最佳攝影獎、最佳原創配樂獎、最佳影片剪輯獎共計7項獎項，成為該屆奧斯卡金像獎得獎最多的電影。

## 劇情
1926年，當時22歲的羅伯特·奧本海默在劍橋大學卡文迪许实验室留學，是一名出色的學生，但在他的教授派屈克·布萊克特眼中，他在數學方面很吃力，這導致了他的焦慮。一次奧本海默將一個蘋果注入有毒化學品，打算用以毒害布萊克特，但意外地被來訪的學者尼爾斯·玻爾拿起，被奧本海默及時阻止。之後，奧本海默在德國哥廷根大學完成物理學哲學博士學位後，在物理學家維爾納·海森堡研究處工作一段時間後回到美國，原因是美國缺乏量子物理學研究。他開始在加州大學伯克利分校任教，同時也在加州理工學院工作。一路上，他遇到了許多重要人物，比如瓊·塔特洛克，奧本海默與身為美國共產黨黨員的她有一段時斷時續的戀情，直至1944年她因憂鬱症被發現死於自殺；歐內斯特·勞倫斯，1939年諾貝爾獎得主，他強調實際應用的重要性；以及生物學家和前共產黨員凱瑟琳·普寧，奧本海默後來與她結婚。
由於得知納粹德國正在研究原子武器，美國陸軍萊斯利·格羅夫斯上校找到奧本海默，要求他擔任曼哈顿计划計劃總監，參與原子彈的研製工作，但前提是奧本海默向他們保證不同情共產主義。因此，奧本海默組建了一個包括了愛德華·泰勒、伊西多·拉比等人在內的科學家團隊，在新墨西哥州的洛斯阿拉莫斯共同秘密研製原子彈，亦與冶金實驗室的恩里科·費米和大衛·希爾合作，目的是將其作為阻止纳粹的一種手段，儘管人們擔心它可能會造成全球性影響。而身為猶太人的奧本海默，亦感到納粹及其反猶太主義的威脅。研發期間，科學家對發現連鎖反應的可能性並感到憂慮，奧本海默於是找上了愛因斯坦去驗證其可能性，並發現有可能毀滅世界。
1945年中，隨着德國在第二次世界大戰中投降，原子彈研製項目的一些科學家開始質疑項目的必要性，但由於第二次世界大戰仍在繼續，美國決定繼續曼哈顿计划，並要求進行三位一體核試驗，在波茲坦會議前夕試驗取得了成功。美國總統哈里·杜魯門決定在广岛和长崎投掷原子弹。在日本投降後，奧本海默被外界大眾封為「原子彈之父」，但頓感「我們科學家的雙手沾了血」。而總統杜魯門對奧本海默的這種情緒狀態非常反感，認為這是軟弱的表現。在他們的會面中，杜魯門免除了奧本海默在爆炸事件中的所有責任，但奧本海默卻認為自己應該承擔責任。
在接下來的幾年裏，奧本海默獲推薦聘為美國原子能委員會（AEC）的顧問成員，並成為反對進一步發展核武器的積極倡導者，尤其是反對泰勒提案製造的氫彈。然而，在與蘇聯冷戰的緊張氣氛中，以及麥卡錫主義的風潮下，他的立場成為爭論的焦點。奧本海默被認為是左翼人士，而且與作為共產主義同情者的塔特洛克有聯繫，這引起了政府官員的懷疑。路易斯·史特勞斯是美國原子能委員會的主席，作為一位有權勢的人物，他有着堅定的反共觀點。史特勞斯在一次會議上反對將放射性同位素出口至挪威，被奧本海默公開反對，奧本海默還提議與蘇聯開展軍備會談，因而史特勞斯對奧本海默懷恨在心，他甚至認定奧本海默還於1947年在愛因斯坦面前詆毀他。
史特勞斯抓住機會並利用了這些指控。1954年，在委員會展開的聽證會上，奧本海默在以檢察官羅傑·羅博為首的團隊的質問下，一一交代自己與塔特洛克的婚外情、與共產主義的關係、對原子彈和氫彈的憂慮等等。在聽證會上，奧本海默被泰勒等人出賣，縱然還有拉比等人為他辯護，但最終他的安全許可被撤銷，名譽亦隨之受損，壓制了他在原子能和國家安全問題上的影響力。不過，在參議院確認史特勞斯商務部長提名的委員會上，希爾作證揭露史特勞斯因私怨而在背後發起針對奧本海默的指控，最終包括參議員約翰·甘迺迪在內的參議院投票否決這項提名，令史特勞斯失去了內閣職位。
1963年，隨著史特勞斯的下台，奧本海默在總統林登·詹森手上接獲恩里科·費米獎，其政治污名最終洗清。影片最後回到奧本海默在戰後就任委員會成員前夕，在普林斯頓高等研究院與愛因斯坦的談話，揭露並非談論史特勞斯，而是談論發明核武器在戰後的深遠後果。奧本海默並想像到在此後他們是否已引起了核浩劫的「連鎖反應」。

## 演員
- 席尼·墨菲飾演羅伯特·奧本海默，理论物理学家、洛斯阿拉莫斯国家实验室主任[6]。
- 艾蜜莉·布朗飾演凱瑟琳·奧本海默，羅伯特·奧本海默的妻子、前美國共產黨党员[7]。
- 麥特·戴蒙飾演萊斯利·格羅夫斯，美国陆军工程兵团少將、曼哈顿计划負責人[8]。
- 小勞勃·道尼飾演刘易斯·斯特劳斯，美国原子能委员会高级委員[8]。
- 佛蘿倫絲·普伊飾演瓊·塔特洛克，精神病学家、美國共產黨党员、罗伯特·奥本海默的情婦[9]。
- 喬許·哈奈特飾演歐內斯特·勞倫斯，核物理学家、诺贝尔奖得主，曾在加利福尼亞大學柏克萊分校与奥本海默共事[10]。
- 凱西·艾佛列克飾演鮑里斯·帕什，美国陆军军官、阿尔索斯任务指挥官[11]。
- 雷米·馬利克飾演大衛·希爾，冶金实验室的核物理学家，参与建造芝加哥1号堆[9]。
- 肯尼斯·布萊納飾演尼尔斯·玻耳，物理学家、哲学家、诺贝尔奖得主、奥本海默的个人偶像[12]。
- 班尼·沙夫戴飾演愛德華·泰勒，匈牙利理论物理学家，被誉为“氢弹之父”[9]。
- 傑森·克拉克飾演羅傑·羅博，律师、未来的美国巡回法官，曾在奧本海默安全聽證會上担任原子能委员会的特别顾问[13]。
- 狄倫·阿諾飾演法蘭克·奧本海默，罗伯特的弟弟、参与曼哈顿计划的粒子物理学家[14]。
- 湯姆·孔蒂飾演阿爾伯特·愛因斯坦，理论物理学家、诺贝尔奖得主，因发展相对论而闻名[15]。
- 詹姆士·達西飾演帕特里克·布莱克特，奥本海默的大学教授、剑桥大学物理学家、诺贝尔奖得主[16]。
- 大衛·達斯馬齊連飾演威廉·L·波登，律师、美国国会原子能联合委员会（英语：United States Congressional Joint Committee on Atomic Energy）的执行董事[17]。
- 丹恩·德翰飾演肯尼斯·尼科尔斯，美国陆军军官、曼哈顿计划副总工程师[18]。
- 傑克·奎德飾演理查德·費曼
- 馬修·莫汀飾演万尼瓦尔·布什
- 奧利·哈斯基維飾演愛德華·康登
- 艾登·艾倫瑞克飾演史特勞斯的參議院助理
- 大衛·克倫荷茨飾演伊西多·拉比
- 邁克·安格拉諾飾演羅伯特·瑟伯爾
- 露易絲·隆巴德飾演露絲·托爾曼
- 史考特·格瑞恩斯飾演法律顧問
- 克里斯多福·鄧漢飾演克勞斯·富赫斯
- 大衛·里斯達爾飾演唐納·霍尼格
- 蓋伊·布瑞特飾演喬治·艾丹頓（George Eltenton）
- 丹尼·德費拉里（Danny Deferrari）飾演恩里科·費米
- 喬西·佩克飾演肯尼斯·班布里奇
- 哈里森·吉爾伯特森飾演菲利普·莫里森
- 艾瑪·杜蒙飾演潔姬·奧本海默（Jackie Oppenheimer），奧本海默的弟媳
- 馬提亞斯·史維克福飾演維爾納·海森堡
- 古斯塔夫·史柯斯嘉飾演漢斯·貝特
- 戴文·博斯蒂克飾演塞斯·內德梅耶
- 艾力克斯·沃爾夫飾演路易斯·阿爾瓦雷茨
- 托尼·戈德溫飾演戈登·格雷
- 斯榮德·福斯·奧瓦格飾演乔治·基斯佳科夫斯基
- 蓋瑞·歐德曼飾演哈里·S·杜鲁门總統
- 喬許·祖克曼飾演喬瓦尼·羅西·洛馬尼茨
- 奧莉薇·瑟爾比飾演莉莉·霍尼格
- 傑佛遜·霍爾飾演哈康·切瓦利埃
- 哈普·勞倫斯（Hap Lawrence）飾演林登·B·约翰逊
- 約翰·戈文斯（John Gowans）飾演沃德·埃文斯
- 庫爾特·科勒（Kurt Koehler）飾演托瑪斯·A·摩根（Thomas A. Morgan）
- 梅肯·布萊爾飾演勞埃德·K·加里遜
- 哈利·格羅納飾演蓋爾·W·麥基
- 傑克·卡特莫-史考特飾演萊爾·約翰遜（Lyall Johnson）
- 詹姆士·雷瑪飾演亨利·史汀生
- 格雷戈利·賈巴拉飾演華倫·馬格努森
- 提姆·德凱飾演約翰·帕斯托雷
- 詹姆斯·厄爾巴尼亞克飾演库尔特·哥德尔

## 製作

### 發展
2020年12月，華納兄弟宣布計劃將2021年上映的電影同時上線HBO Max。自2002年電影《針鋒相對》後一直與華納兄弟合作的電影製片人克里斯多福·諾蘭對這一決定感到質疑。2021年1月，有报道称，華納兄弟将无权製作或發行諾蘭的下一部電影，这是可能是他们首次决裂。
2021年9月，據報導諾蘭將執導一部第二次世界大戰背景的傳記片，講述原子彈的創造者羅伯特·奧本海默，而席尼·墨菲洽談出演該片。由於與華納兄弟的關係緊張，諾蘭為了該片接觸了多家電影工作室，包括索尼影視娛樂、環球影業、派拉蒙影業和蘋果工作室，但亦表示仍然可以選擇再次與華納合作。同月，環球影業宣布將發行該片，製作將於2022年第一季度開始進行。

### 编剧
《奥本海默》是克里斯托弗·诺兰第一次尝试用第一人称视角创作剧本，他认为这种叙事手法能从奥本海默的视角传达故事，又指电影的“质感”在于“个人如何与历史和地缘政治互动”，目的是打造一部警世故事。在完成上一部电影《TENET天能》的编剧工作后，诺兰便马不停蹄地投入到《奥本海默》的剧本创作，结果只花了几个月的时间便写好剧本，当时他还估计要用20多年的时间来写完。《奥本海默》的首要主题是讲述奥本海默的行为所产生的后果，当中诺兰选择去探索这些后果以延后方式给人们带来的影响，认为人们“必然会面临此刻行为所产生的最强烈或最糟糕的因素”。诺兰故意交替使用彩色及黑白画面来呈现场景，前者代表主觀视角，后者代表客觀视角。据诺兰介绍，影片大部分时间线以彩色呈现，展现的是奥本海默的主观感受，而从其他人物的角度客观看待奥本海默经历的内容则以黑白显示。为了让电影尽可能显得主观，制作团体决定用画面展现奥本海默脑海中的量子世界及能量波。而剧情的叙事框架以奥本海默1954年出席参议院安全许可听证会为开端、1959年刘易斯·斯特劳斯的商务部长任命聽證會为结束，前者采用彩色画面、后者以黑白呈现。诺兰表示，虽然奥本海默从未就自己在廣島與長崎原子彈爆炸中扮演角色公开道歉，但电影会展现爆炸给人带来的罪恶感，认为奥本海默的确对自己的行为感到愧疚。
在编剧过程中，诺兰首先尝试寻找串连“量子领域、能量振动，以及奥本海默个人经历的线索”，力求展现奥本海默的人生困境，特别是性生活方面。提到性方面，诺兰希望忠实描绘奥本海默与瓊·塔特洛克偷情的历史，从中探索这个身为共产党员的女人给奥本海默人生所带来的影响；诺兰认为塔特洛克给奥本海默晚年及最终命运带来巨大影响。诺兰也尝试探究曼哈顿计划期间担任原子能委员会主席的刘易斯·斯特劳斯与奥本海默的关系，对于这个部分，诺兰参考了1984年电影《阿瑪迪斯》中沃尔夫冈·阿马德乌斯·莫扎特与安东尼奥·萨列里的关系。电影的另一个关键戏份是哈里·S·杜鲁门总统在会面后称奥本海默是“哭哭啼啼的小婴孩”。诺兰希望从奥本海默的角度展现这场戏，认为这是“（奥本海默理想）破灭的重大时刻，（对奥本海默来说）是他处理其所参与事件后果的方法的巨大轉捩點”，也是“奥本海默对现实世界看法的重大转变”。诺兰希望广岛长崎核爆后的基调能产生快速转变，“尽可能在最短的放映时间里达到最高的必胜主义、最高的高潮、最低的低谷”。至于结尾处，诺兰采用模糊处理的手法，给观众留下解释的空间，这样他的电影就不会有说教或传达特定信息的意味。尽管如此，他还是希望能在结尾处带来一连串“令人不安的强烈反响”。
诺兰第一次知道奥本海默这个人，是在听史汀歌曲《俄罗斯人》的时候，当中歌词有唱“我要怎么做，才可以从奥本海默的危险玩具手上拯救我的小男孩”（How can I save my little boy from Oppenheimer's deadly toy?）。诺兰的童年时值核裁军运动如火如荼进行中，英国皇家空军格林纳姆门空军基地爆发了声势浩大的反核示威运动，他就在这样一种对核浩劫的恐惧中成长。他表示，尽管人类对核末日的恐惧随时间逐渐消退，但核威胁从未消失过，眼下的俄乌战争就让核焦虑死灰复燃。早在2004年参与制作马丁·斯科塞斯传记电影《飞行者》的时候，诺兰就为这部关于霍华德·休斯的传记片创作剧本，而《飞行者》恰好就为诺兰写传记片剧本提供了一些想法。主演艾美莉·賓特形容《奥本海默》的剧本“震撼人心”，有如惊悚片。在她看来，诺兰仿佛在传记片中植入惊悚片的特洛伊木马。

### 選角
2021年10月，墨菲確認出演標題角色，這將是他首部以主角參演的諾蘭電影。同月，艾蜜莉·布朗參演。11月，麥特·戴蒙和小勞勃·道尼參演。12月，佛蘿倫絲·普伊、雷米·馬利克和班尼·沙夫戴參演。2022年1月，喬許·哈奈特參演。2月，丹恩·德翰、傑克·奎德、馬修·莫汀、狄倫·阿諾、奧利·哈斯基維（Olli Haaskivi）、艾登·艾倫瑞克、大衛·克倫荷茨、邁克·安格拉諾、肯尼斯·布萊納和大衛·達斯馬齊連參演。3月，傑森·克拉克、露易絲·隆巴德、史考特·格瑞恩斯、克里斯多福·鄧漢、詹姆士·達西、大衛·里達爾（David Rysdahl）、蓋伊·布瑞特、丹尼·德費拉里（Danny Deferrari）、喬西·佩克、哈里森·吉爾伯特森、艾瑪·杜蒙、馬提亞斯·史維克福、古斯塔夫·史柯斯嘉、戴文·博斯蒂克、艾力克斯·沃爾夫、托尼·戈德溫和斯榮德·福斯·奧瓦格參演。4月，蓋瑞·歐德曼、喬許·祖克曼、奧莉薇·瑟爾比和凱西·艾佛列克參演。

### 拍攝
前期製作於2022年1月在新墨西哥州開始，並在聖達菲和洛斯阿拉莫斯進行了兩天的臨時演員選角，演出為當地居民、軍人、科學家等等的角色群。而在2月再進行另一輪選角。拍攝於2022年2月底開始進行，由前作《TENET天能》的攝影師霍伊特·范·霍伊特馬擔任本片攝影指導。蓋瑞·歐德曼亦表示在同年5月會出演一天總共一場的戲份。
本片使用了IMAX 65毫米和65毫米大畫幅膠片格式組合進行拍攝，同時亦是第一部電影使用IMAX格式的黑白底片拍攝，分別由柯達和Fotokem沖印公司特別為劇組訂製製造及沖洗。在4月第二週，劇組於新澤西州普林斯頓的普林斯頓高等研究院進行拍攝。劇組亦在加州的柏克萊加州大學校園周邊進行拍攝。主體拍攝於2022年5月完成。

劇組特效方面，一如諾蘭前作大量使用實際特效，利用了真實火藥去呈現三位一體核試驗，儘量避免用上數位CG特效。 而「試驗」火藥方面則用上了汽油、丙烷、鋁粉末和鎂作組合呈現相近效果。另外亦利用了微縮模型攝影，特效總監史考特‧費沙指，劇組儘力將模型製作大小大型化，形容其為「大型模型」。而為了拍攝起來模擬如同實際大小一樣，劇組亦用上了強迫透視的拍攝手法。另外劇組亦從零開始設計1940年代風格的小鎮建築。 而原子、粒子及能量波的視覺化，以及星星、黑洞和超新星的表現，劇組亦以實際特效手法模擬和拍攝，諾蘭表示完全沒有使用電腦特效生成。

### 後期製作
珍妮佛·拉梅擔任剪輯師，魯德溫·葛瑞森配樂。
本片被美國電影協會評定為限制級，是諾蘭繼2002年《白夜追兇》後，相隔21年後首部作品被評限制級。

## 音樂

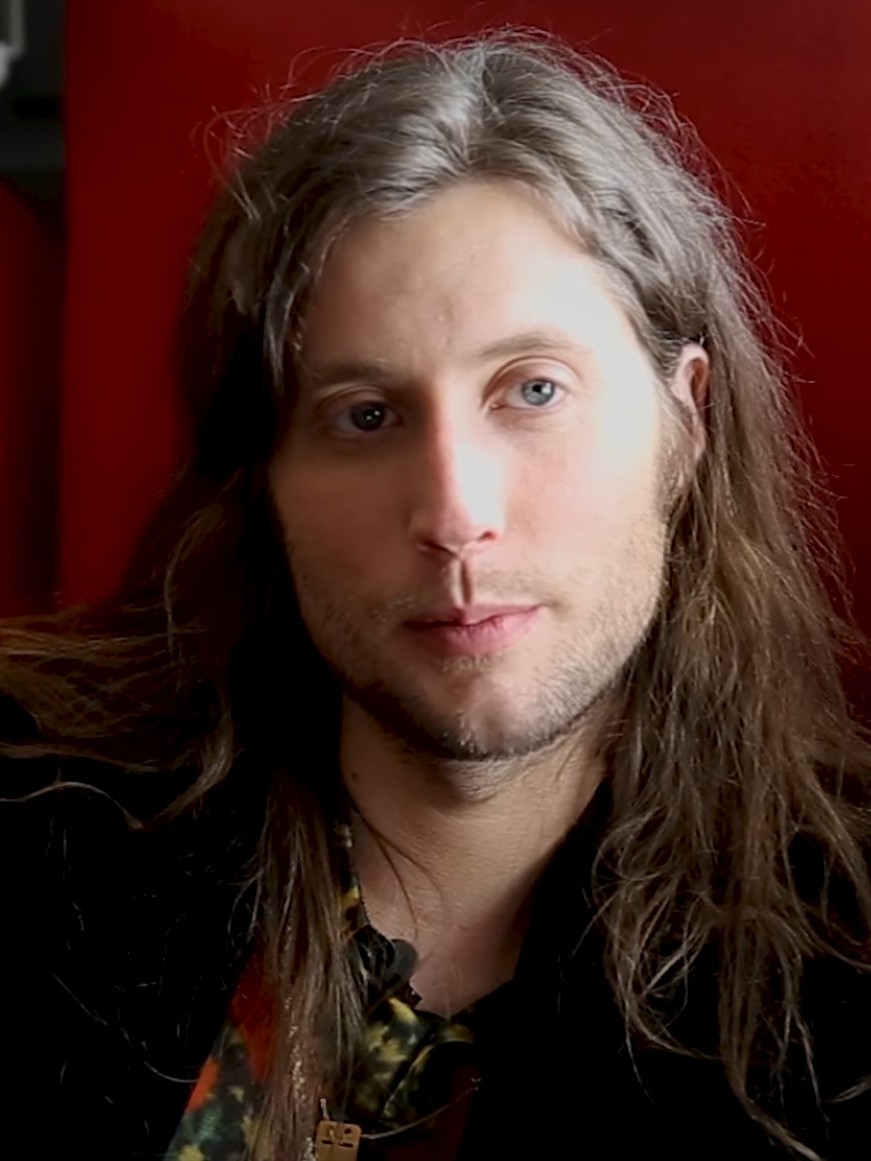
魯德溫·葛瑞森 (Ludwig Göransson) 為本片配樂。

魯德溫·葛瑞森 (Ludwig Göransson) 為諾蘭的上一部電影《信條》(Tenet)創作了配樂。 葛瑞森的配樂出現在 2023 年 5 月 8 日的電影預告片中。 它也出現在環球影業 7 月 13 日的獨家五分鐘開場造型中。 諾蘭建議他在電影中使用小提琴來表達《奧本海默》的中心主題，葛瑞森表示，他覺得小提琴可以從“瞬間最浪漫、最美麗的音調變成神經質、令人心碎、恐怖的聲音” 。

## 發行

### 院線發行
《奧本海默》全球首映礼于2023年7月11日在法国巴黎大雷克斯剧院举行，英国首映礼于7月13日在伦敦萊斯特廣場奧迪安電影院举行，美国首映礼于7月17日在林肯广场AMC電影院举行。其中伦敦首映礼和纽约首映礼受2023年美国演员工会奖大罢工影响，伦敦首映礼期间由部分演员在收到罢工开始的通知后提前离场，纽约首映礼的红毯仪式则被环球影业叫停。美国演员工会主席法蘭·卓雪后来表示各大片商骗工会同意推迟谈判12天，以便继续推广《奥本海默》等暑期档影片。
电影由環球影業定於2023年7月21日上映，与葛莉塔·葛薇执导的浪漫爱情喜剧片《Barbie芭比》同日上映。由于两部电影的风格和题材迥乎不同，Instagram和TikTok等平台出现大量充满讽刺意义的帖子或网络迷因，以强调两部作品的受众群体截然相反，或是建议连映，而这种现象又被称为“芭本海默”。受「芭本海默」效應影響，更出現特殊的觀影與商業現象，例如觀眾會穿著粉紅色的服裝觀賞《Barbie芭比》，部份電影院甚至會開放《Barbie芭比》派對場，鼓勵觀眾打扮成粉紅色系的裝扮入場，或是在入場前在電影院附近的咖啡廳推出專屬的下午茶暖身場，讓觀眾前往消費購買下午茶享用；而觀賞《奧本海默》的觀眾則會身穿深色服裝入場，同時大部分的觀眾會自備咖啡觀影。
电影定档2023年8月30日在中国大陆上映。台灣則與英美同步於2023年7月21日上映。香港是全亞洲唯一放映35mm菲林版《奧本海默》的地區。在日本，由於該電影劇情涉及廣島長崎核爆炸的特殊情況，儘管日本政府聲稱不會干涉該電影在日本院線上映，但是自從7月到11月期間日本的發行方一直沒有公佈上映日期，一度讓日本觀眾以為該片或無緣日本院線上映。12月7日，日本發行公司Bitter's End正式宣佈《奧本海默》定檔2024年，日本也成為全球最晚上映《奧本海默》的國家。隨後於2024年1月24日，Bitter's End正式確定日本映期為同年3月29日。

### 評級和審查
在美國，這部電影因“一些性、裸體和語言”而被美國電影協會評為 R 級。 這是自《白夜追兇》（Insomnia, 2002）以來諾蘭第一部獲得此評級的電影。 在澳大利亞，該影片因“強烈的性愛和自殺場景”而獲得澳大利亚分级委员会的 MA 15+ 評級。在英國，該片獲得了英國電影分級委員會頒發的“濃重語言和性愛”15級證書，這意味著15歲以下的任何人都不得獲準觀看該片。 在一些國家，包括中東、南亞和東南亞，環球影業發行了該影片的一個版本，其中佛蘿倫絲·普伊的裸體被電腦生成的黑色連衣裙覆蓋。
印度中央电影许可委员会为《奥本海默》批出U/A许可（即包含适度的成人主题，不适宜12岁及以下儿童观看），所有裸体、床戏及抽烟的画面被处理，但未被刪減，而琼·塔特洛克在与奥本海默交歡的时候，引导奥本海默朗诵印度教经典《薄伽梵歌》之经文“现在我成了死神，诸世界的毁灭者”的台词则得到保留。据新德里电视台报道，印度信息及广播部部长阿努拉格·塔库尔质问许可委员会为何要给一部在性爱场面中出演印度教经文的电影批出许可，要求删除诵经戏份。印度教性团体也觉得被冒犯，要求删除。印度政府资讯专员、记者尤代·馬赫卡爾通过Twitter向導演诺兰发公开信，称有关场景是“对十亿个克制的印度教徒的宗教信仰进行直接攻击”，要求在各国发行的版本中删掉戏份。尽管存在反对声浪，该场景还是得到大部分印度民众的好评。

### 家庭媒體發行
《奧本海默》於2023年11月21日推出超高清藍光光碟、藍光影碟和DVD，以及數碼媒體下載方式。而前兩款影碟格式推出後數日內被搶購一空。環球影業隨後宣佈會趕在聖誕新年假期前補充生產貨量 。
諾蘭亦藉此表示電影的實體家庭媒體存在的重要性，並表示若容許電影只出現在數碼媒體或串流平台，會令電影公司擁有過大權力，令作品不利於電影保育。此影片於 2024 年 2 月 16 日在美國孔雀 (串流媒體) (Peacock) 獨家播放，並在加拿大Amazon Prime Video獨家播放。
《奧本海默》於2024年7月20日上架串流平台HBO Max，其他尚未有此服務的地區則上架於HBO GO。

## 迴響

### 評價
《奧本海默》獲得總體正面的評價，其中諾蘭的執導、視覺效果、墨菲的演出表現獲得評論家的稱讚，根据評論匯總网站爛番茄汇总的481篇评论文章，93%的评论家给予该作正面评价，平均打分为8.6分（满分10分）。该网站总结的评论家共识是“《奧本海默》標誌著克里斯多福·諾蘭的另一項引人入勝的成就，這得益於墨菲的精彩表演和令人驚嘆的視覺效果。”，認證觀眾好評度91%，平均分數4.5/5，在Metacritic上，69位影評人共給予了88分的分數（滿分100分），這部電影獲得了「一致好評」。，並獲得「必看佳作」（Must-See）標籤，共計1555名Metacritic用戶給予本片平均分數8.7（滿分10分），屬於「一致好評」。本片同時在Metacritic統整的「2023年用戶評選最佳電影作品」排行榜排名榜首。

### 票房
电影在北美与《Barbie芭比》同日开画，首週末预计从3610家电影院获得4500万到5000万美元的票房。上映首周，AMC電影院表示有4万名AMC Stubs会员同时预订了《芭比》和《奥本海默》的首日电影票。最终首日票房报收3300万美元（含周四点映场1050万美元），首週末票房实收8050万美元，仅次于《芭比》，创下R级剧情片首週末票房的新高，也创新了诺兰自《蝙蝠侠黑暗骑士三部曲》后两部以来的最高票房。观众年龄层及性别分布方面，有64%的观众为男性，33%的观众在18岁到34岁之间。业内认为“芭本海默”现象是电影票房成绩的最大推手，首週末共有79%的电影票属于两部电影（其中《奥本海默》占27%），共1850万人观影。
| 上一届： 《不可能的任務：致命清算 第一章》 | 2023年台北週末票房冠軍 第31週    | 下一届： 《Barbie芭比》 |
| 上一届： 《職業特工隊：死亡清算上集》      | 2023年香港一週票房冠軍 第30-35週 | 下一届： 《詭修女II》   |
| 上一届： 《職業特工隊：死亡清算上集》      | 2023年香港週末票房冠軍 第31-36週 | 下一届： 《詭修女II》   |
| 上一届： 《水泥烏托邦：末日浩劫》          | 2023年韓國週末票房冠軍 第33-35週 | 下一届： 《鬼夢遊》     |

### 獎項
其他獎項請見《奥本海默》获奖列表。
| 年份 | 頒獎典禮           | 獎項               | 入圍者                                           | 結果 |
| ---- | ------------------ | ------------------ | ------------------------------------------------ | ---- |
| 2024 | 第96屆奧斯卡金像獎 | 最佳影片           | 《奧本海默》                                     | 獲獎 |
| 2024 | 第96屆奧斯卡金像獎 | 最佳导演           | 克里斯托弗·諾蘭                                  | 獲獎 |
| 2024 | 第96屆奧斯卡金像獎 | 最佳男主角         | 基利安·墨菲                                      | 獲獎 |
| 2024 | 第96屆奧斯卡金像獎 | 最佳男配角         | 小勞勃·道尼                                      | 獲獎 |
| 2024 | 第96屆奧斯卡金像獎 | 最佳女配角         | 艾蜜莉·布朗                                      | 提名 |
| 2024 | 第96屆奧斯卡金像獎 | 最佳改編劇本       | 《奧本海默》                                     | 提名 |
| 2024 | 第96屆奧斯卡金像獎 | 最佳原创配樂       | 魯德溫·葛瑞森                                    | 獲獎 |
| 2024 | 第96屆奧斯卡金像獎 | 最佳音效           | 威利·D·伯顿、理查德·金、凯文·奥康奈尔、加里·瑞佐 | 提名 |
| 2024 | 第96屆奧斯卡金像獎 | 最佳攝影           | 霍伊特·凡·霍伊特瑪                               | 獲獎 |
| 2024 | 第96屆奧斯卡金像獎 | 最佳影片剪辑       | 珍妮佛·拉梅                                      | 獲獎 |
| 2024 | 第96屆奧斯卡金像獎 | 最佳美術設計       | Ruth De Jong、Claire Kaufman                     | 提名 |
| 2024 | 第96屆奧斯卡金像獎 | 最佳服装设计       | 艾倫·米羅傑尼克                                  | 提名 |
| 2024 | 第96屆奧斯卡金像獎 | 最佳化妆与发型设计 | Luisa Abel                                       | 提名 |

## 爭議

### 印度教用典爭議
本電影在印度上映後，網友發現該片中奧本海默與瓊塔特洛克的床戲場景，採用了印度哲學詩《薄伽梵歌》中的文字。《薄伽梵歌》一直被視作「印度三大聖典」之一。這樣的現象引起部分民衆對導演是否不尊重印度教之爭議。

### 台灣片名翻譯爭議
本電影在台灣上映後，網友發現該片的台灣片名翻譯，包括電影名稱和劇中台詞，大量採用了中國大陸的慣用語言和翻譯方式，字幕中亦出现简体字。過去幾十年間，台灣的物理界及國家教育研究院物理學名詞辭典中，J. Robert Oppenheimer的中文譯名一直被翻譯作「歐本海默」。這樣的現象引起部分人群對於翻譯者是否在推動「文化統戰」，以及翻譯準確性之爭議。

## 文化现象
受「芭本海默」效應影響，更延伸出特殊的觀影與商業現象，例如觀眾會穿著粉紅色的服裝觀賞《Barbie芭比》，部份電影院甚至會開放《Barbie芭比》派對場，鼓勵觀眾打扮成粉紅色系的裝扮入場，或是在入場前在電影院附近的咖啡廳推出專屬的下午茶暖身場，讓觀眾前往消費購買下午茶享用；而觀賞《奧本海默》的觀眾則會身穿深色服裝入場，同時大部分的觀眾會自備咖啡觀影。
由於《Barbie芭比》與《奧本海默》的“芭本海默”现象，出現歐美影迷紛紛將芭比劇照和原爆蕈狀雲合成在一塊的合成圖，其中《Barbie芭比》的推特官方帳號甚至回覆「芭本海默」相關留言，此系列行動引起日本網民的憤怒，指責行銷團隊將歷史悲劇拿來大開玩笑，日本網民不僅還推出了主題標籤「#NoBarbenheimer」來加以反制。

## 後續
在本片獲得廣泛迴響後，席尼·墨菲於2023年7月發布公開聲明，指稱自己投身從影生涯以來，包含拍攝《浴血黑幫》和《奧本海默》的期間在內，為了配合拍戲不得不養成「不健康」的抽假菸和抽菸斗習慣，並表示假菸也對人體有危害，席尼稱自己往後不再願意扮演必須抽菸的角色，而這種痛苦讓他戒掉了吸菸的習慣。

## 外部連結
- 官方网站
- 互联网电影数据库（IMDb）上的资料（英文）
- 爛番茄上的資料（英文）
- AllMovie上的资料（英文）
- Metacritic上的資料（英文）
- 豆瓣电影上的資料 （简体中文）